# Condado de Trempealeau
O Condado de Trempealeau é um dos 72 condados do Estado americano do Wisconsin. A sede do condado é Whitehall, e sua maior cidade é Whitehall. O condado possui uma área de 1 922 km² (dos quais 20 km² estão cobertos por água), uma população de 27 010 habitantes, e uma densidade populacional de 14 hab/km² (segundo o censo nacional de 2000). O condado foi fundado em 1854.